# Рыботин
Ры́ботин (укр. Риботин) — село в Новгород-Северском районе Черниговской области Украины. Население — 950 человек. В селе расположена Николаевская церковь — православный храм и памятник архитектуры местного значения.
Код КОАТУУ: 7422288201. Почтовый индекс: 16240. Телефонный код: +380 4656.

## Власть
Орган местного самоуправления — Рыботинский сельский совет. Почтовый адрес: 16240, Черниговская обл., Коропский р-н, с. Рыботин, ул. Зои Космодемьянской, 26.